# (4473) Sears
(4473) Sears es un asteroide perteneciente al cinturón de asteroides, descubierto el 28 de febrero de 1981 por Schelte John Bus desde el Observatorio de Siding Spring, Nueva Gales del Sur, Australia.

## Designación y nombre
Designado provisionalmente como 1981 DE2. Fue nombrado Sears en honor al profesor estadounidense Derek Sears de la Universidad de Arkansas.

## Características orbitales
Sears está situado a una distancia media del Sol de 3,017 ua, pudiendo alejarse hasta 3,122 ua y acercarse hasta 2,912 ua. Su excentricidad es 0,034 y la inclinación orbital 8,781 grados. Emplea 1914 días en completar una órbita alrededor del Sol.

## Características físicas
La magnitud absoluta de Sears es 12,7. Tiene 13,074 km de diámetro y su albedo se estima en 0,149. Está asignado al tipo espectral.